# Зарецких, Михаил Александрович
Михаи́л Алекса́ндрович Заре́цких (7 ноября 1920, Таутово, Вятская губерния — 30 декабря 2004, Йошкар-Ола) — подполковник Советской Армии, участник Великой Отечественной войны, Герой Советского Союза (1945).

## Биография
Родился 7 ноября 1920 года в деревне Таутово (ныне — Кильмезский район Кировской области). С раннего возраста работал на лесосплаве. Окончил семь классов школы, Кировский медицинский техникум и аэроклуб. Летом 1940 года Зарецких добровольно пошёл на службу в Рабоче-крестьянскую Красную Армию. В 1943 году окончил Чкаловскую военную авиационную школу пилотов. С октября того же года — на фронтах Великой Отечественной войны. Участвовал в освобождении Украинской ССР, Польши, Чехословакии, боях в Германии.
К апрелю 1945 года лейтенант Михаил Зарецких был лётчиком 525-го штурмового авиаполка 227-й штурмовой авиадивизии 8-го штурмового авиационного корпуса 8-й воздушной армии 4-го Украинского фронта. К тому времени он совершил 150 боевых вылетов на штурмовку и разведку скоплений боевой техники и живой силы противника. Всего же за время войны Зарецких совершил 182 боевых вылета, нанеся войскам противника большие потери.
Указом Президиума Верховного Совета СССР от 29 июня 1945 года за «образцовое выполнение боевых заданий командования на фронте борьбы с немецкими захватчиками и проявленные при этом мужество и героизм» лейтенант Михаил Зарецких был удостоен высокого звания Героя Советского Союза с вручением ордена Ленина и медали «Золотая Звезда» за номером 6306.
После окончания войны Зарецких продолжил службу в Советской Армии. В 1957 году в звании майора он был уволен в запас. Проживал и работал в Казани, затем в Йошкар-Оле. В 1991 году вышел на пенсию. Активно занимался общественной деятельностью, был членом региональной организации Совета ветеранов. В 1990-х годах у Зарецких были украдены его государственные награды, но впоследствии они были восстановлены. В 2000 году было присвоено звание подполковник запаса. Умер 30 декабря 2004 года.

## Награды
- Герой Советского Союза (19.03.1944)
- Орден Ленина[2]
- Орден Красного Знамени[3]
- Орден Красного Знамени[4]
- Орден Отечественной войны I степени
- Орден Отечественной войны I степени[5]
- Орден Красной Звезды[6]
- Орден Красной Звезды
- Медаль «В ознаменование 100-летия со дня рождения Владимира Ильича Ленина» (6 апреля 1970)
- Медаль «За победу над Германией в Великой Отечественной войне 1941—1945 гг.» (9 мая 1945[7])>
- Юбилейная медаль «Двадцать лет Победы в Великой Отечественной войне 1941—1945 гг.» (7 мая 1965[8])
- Юбилейная медаль «Тридцать лет Победы в Великой Отечественной войне 1941—1945 гг.»[9]
- Медаль «Сорок лет Победы в Великой Отечественной войне 1941-1945 гг.»[10]
- Медаль «50 лет Победы в Великой Отечественной войне 1941-1945 гг.»
- Юбилейная медаль «60 лет Победы в Великой Отечественной войне 1941—1945 гг.»]
- Медаль «Ветеран Вооружённых Сил СССР»
- Медаль «30 лет Советской Армии и Флота».[11]
- Юбилейная медаль «40 лет Вооружённых Сил СССР»[12]
- Юбилейная медаль «50 лет Вооружённых Сил СССР» (26 декабря 1967[13])
- Юбилейная медаль «60 лет Вооружённых Сил СССР» (28 января 1978[14])
- Юбилейная медаль «70 лет Вооружённых Сил СССР» (28 января 1988[15])
- Знак МО СССР «25 лет Победы в Великой Отечественной войне» (24 апреля 1970[16])

## Память

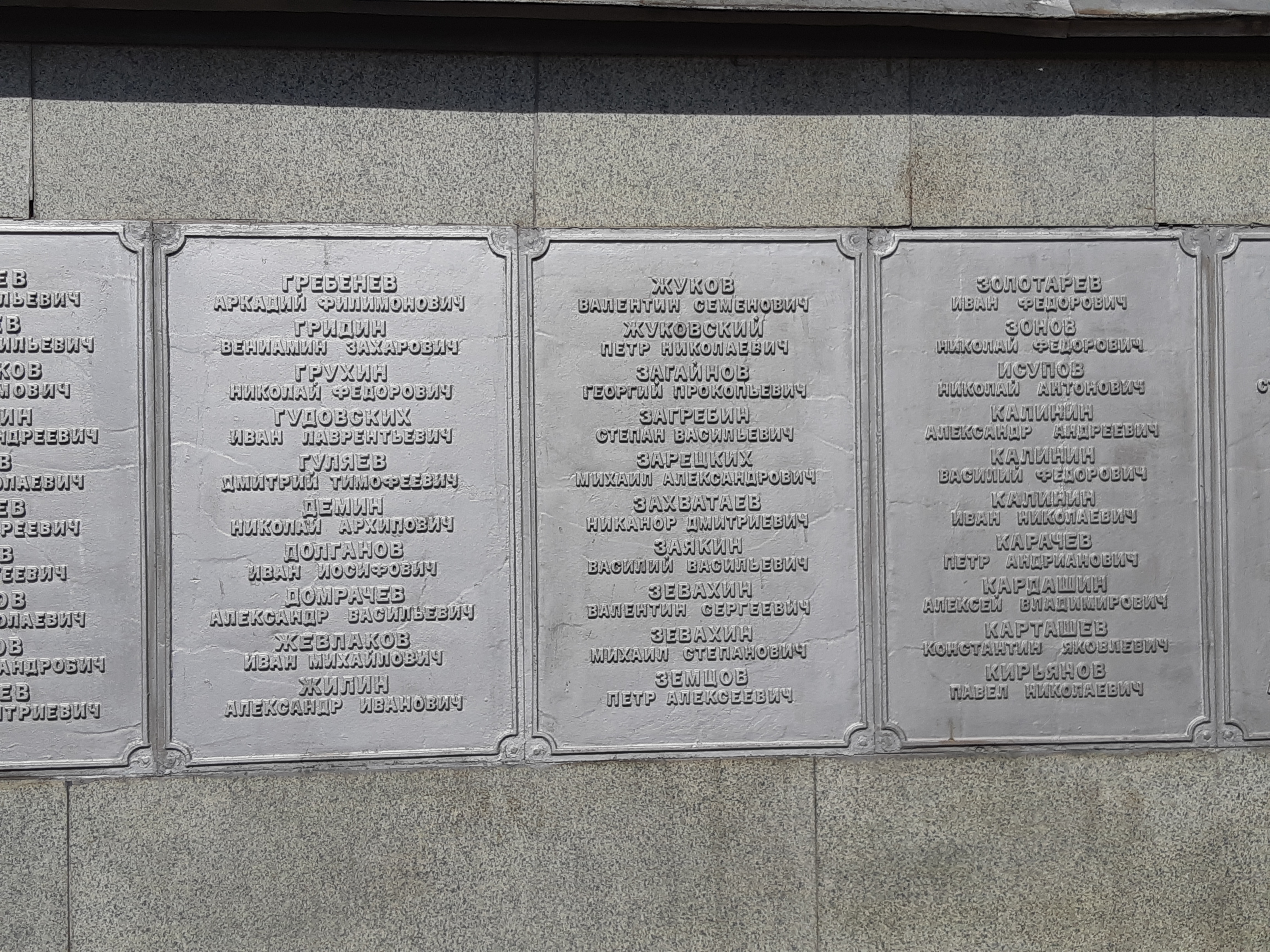
Имя Героя на мемориальной доске в парке Дворца пионеров г. Кирова

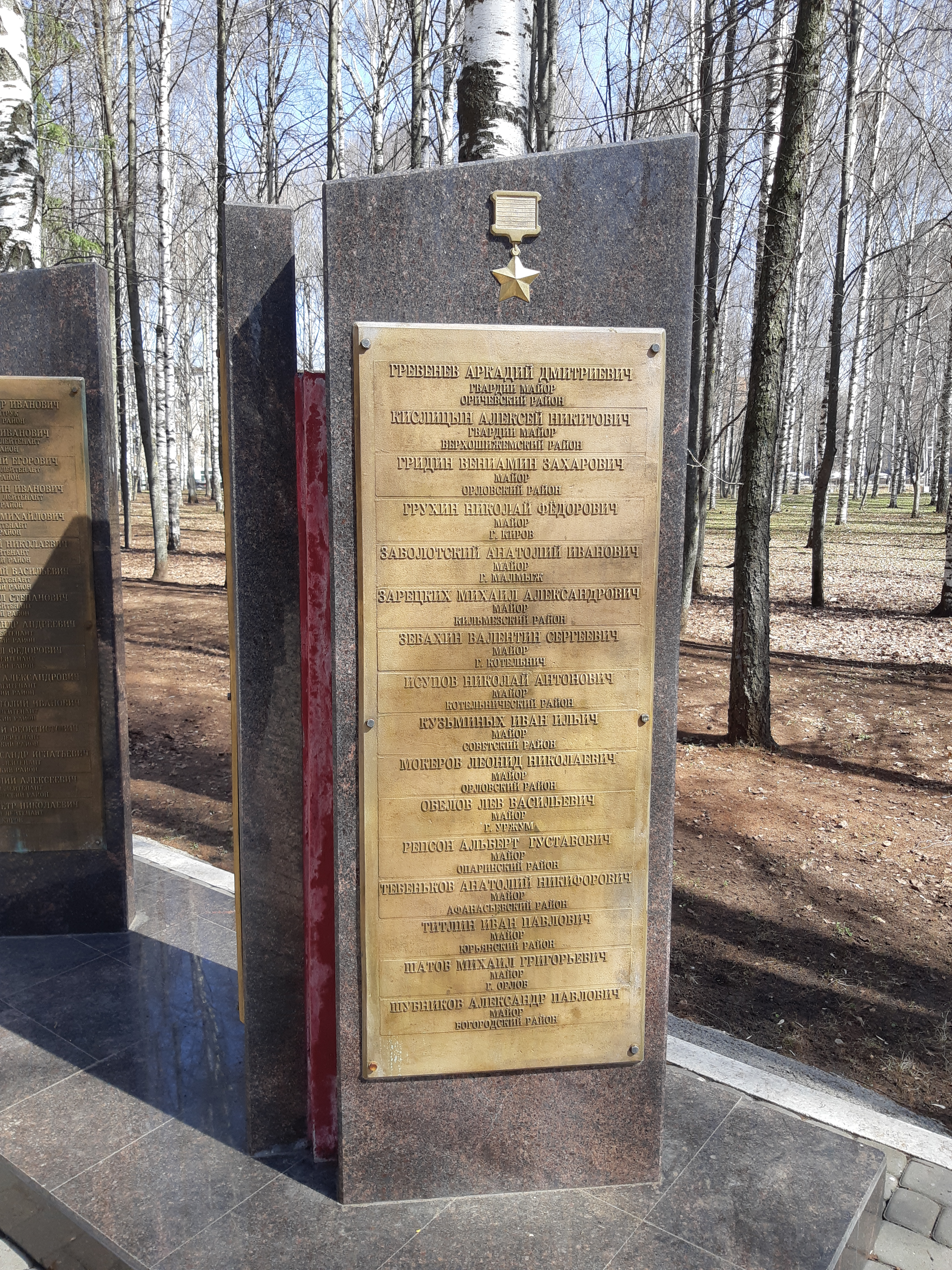
Имя Героя на гранитной стелле в парке Победы в Кирове.

- Его имя на гранитной стелле в парке Победы в Кирове.
- Имя Героя увековечено на мемориальной доске в честь Героев Советского Союза — уроженцев Кировской области в парке Дворца пионеров города Кирова.

- Имя Героя высечено золотыми буквами в зале Славы Центрального музея Великой Отечественной войны в Парке Победы города Москвы.

- На могиле героя установлен надгробный памятник.